# Gillis P:son Wetter
Gillis Albert Petersson Wetter, född den 12 april 1887 i Stockholm, död den 11 september 1926 i Uppsala, var en svensk teolog. 
Wetter var son till Gustaf Albert Petersson och blev teologie licentiat vid Uppsala universitet 1912, docent i religionshistoria och Nya Testamentets exegetik där 1914 och därjämte 1919 tillförordnad lärare i religionshistoria vid Stockholms högskola.
Wetter, som blev teologie hedersdoktor i Köpenhamn 1917, promoverades 1921 i Uppsala till teologie doktor och utnämndes 1923 efter en utdragen och inflammerad tillsättningsprocess, den s.k. Wetterska striden till professor i Nya Testamentets exegetik vid Uppsala universitet.  Wetter företrädde en mycket radikal religionshistorisk uppfattning av nya testamentets tillkomst och menade att dess bakgrund stod att finna i den hellenistiska världen, och inte, som den gängse uppfattningen är, i judendomen.
I den internationella religionshistoriska forskningen intog Wetter en ansedd plats.